# Vernis

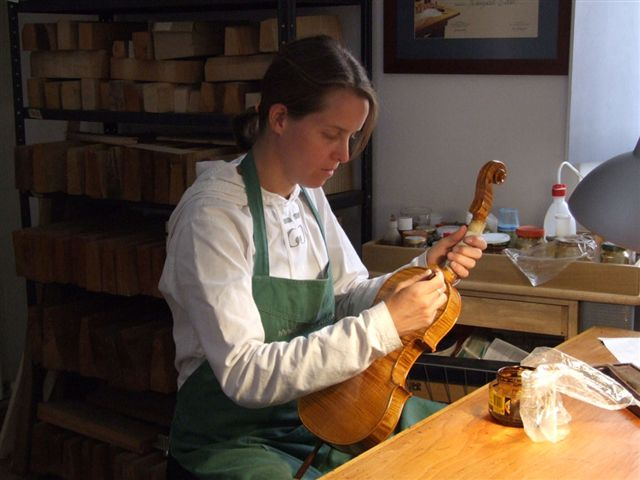
Vioolbouwster die een viool vernist.

Vernis is een chemische stof die aangebracht wordt over een verf of materiaal om de invloed van het weer, licht, vocht of schimmels te verminderen.
Vernis bestaat in vele vormen. Heden ten dage bestaat vernis meestal uit een vluchtig oplosmiddel en een stof (celluloselak) die voor bescherming van de te behandelen stof dient.
In vroeger tijd werd vernis gemaakt van onder andere hars opgelost in alcohol of olie, ook werd schellak voor hetzelfde doel gebruikt.
Hars is een kleverige substantie afkomstig van bomen en sommige planten, schellak is een stof die afkomstig is van een luizensoort. Schellak wordt ook wel onterecht luizenpoep genoemd. De grondstof wordt gewonnen op basis van het beschermingsschild van een boomluis (Laccifera lacca), oorspronkelijk uit Indië.
De schellak of hars wordt eerst in alcohol opgelost en dan gefilterd en vervolgens aangemaakt met bijvoorbeeld lijnzaadolie, vervolgens wordt deze gekookt om de juiste viscositeit te krijgen.
Ook vioollak wordt vaak gemaakt op basis van hars of schellak met olie of alcohol als oplosmiddel. Veel vioolbouwers gebruiken liever vernis op basis van olie dan vernis op basis van alcohol. Vernis op basis van olie vloeit veel mooier uit en is flexibeler, maar droogt langzamer. Ook heeft olievernis een zelfherstellend vermogen; als er een klein krasje of putje in ontstaat zal dit na verloop van tijd vanzelf (bijna) verdwijnen.